# Lijst van voetbalinterlands Bosnië en Herzegovina - Frankrijk
Deze lijst van voetbalinterlands is een overzicht van alle officiële voetbalwedstrijden tussen de nationale teams van Bosnië en Herzegovina en Frankrijk. De landen speelden tot op heden zes keer tegen elkaar. De eerste ontmoeting, een vriendschappelijke wedstrijd, werd gespeeld in Rennes op 18 augustus 2004. Het laatste duel, een kwalificatiewedstrijd voor het Wereldkampioenschap voetbal 2022, vond plaats op 1 september 2021 in Straatsburg.

## Wedstrijden
| № | Plaats      | Datum            | Competitie           | Wedstrijd                         | Uitslag |
| - | ----------- | ---------------- | -------------------- | --------------------------------- | ------- |
| 1 | Rennes      | 18 augustus 2004 | Vriendschappelijk    | Frankrijk – Bosnië en Herzegovina | 1 – 1   |
| 2 | Sarajevo    | 16 augustus 2006 | Vriendschappelijk    | Bosnië en Herzegovina – Frankrijk | 1 – 2   |
| 3 | Sarajevo    | 7 september 2010 | EK 2012 kwalificatie | Bosnië en Herzegovina – Frankrijk | 0 – 2   |
| 4 | Saint-Denis | 11 oktober 2011  | EK 2012 kwalificatie | Frankrijk – Bosnië en Herzegovina | 1 – 1   |
| 5 | Sarajevo    | 31 maart 2021    | WK 2022 kwalificatie | Bosnië en Herzegovina – Frankrijk | 0 – 1   |
| 6 | Straatsburg | 1 september 2021 | WK 2022 kwalificatie | Frankrijk – Bosnië en Herzegovina | 1 – 1   |

## Samenvatting
| Competitie        | Totaal gespeeld | Winst Bosnië en Her. | Gelijk | Winst Frankrijk | Doelsaldo Bosnië en Her. – Frankrijk |
| ----------------- | --------------- | -------------------- | ------ | --------------- | ------------------------------------ |
| WK-kwalificatie   | 2               | 0                    | 1      | 1               | 1 − 2                                |
| EK-kwalificatie   | 2               | 0                    | 1      | 1               | 1 − 3                                |
| Vriendschappelijk | 2               | 0                    | 1      | 1               | 2 − 3                                |
| Totaal            | 6               | 0                    | 3      | 3               | 4 − 8                                |

Wedstrijden bepaald door strafschoppen worden, in lijn met de FIFA, als een gelijkspel gerekend.

## Details

### Eerste ontmoeting
| Vriendschappelijk (Rennes, Frankrijk, 18 augustus 2004): |              | |
| Frankrijk | 1 – 1        | Bosnië en Herzegovina |
| Péguy Luyindula 6' | goals        | 37' Ivica Grlić |
| Raymond Domenech | bondscoach   | Blaž Slišković |
| Fabien Barthez William Gallas Sébastien Squillaci 46' Éric Abidal Bernard Mendy Rio Mavuba 46' Benoît Pedretti Patrice Evra 46' Jérôme Rothen Thierry Henry 46' Péguy Luyindula | opstellingen | Kenan Hasagić Hasan Salihamidžić Branimir Bajić Saša Papac 46' Nermin Sabić 60' Zlatan Bajramović Ivica Grlić Mirsad Bešlija 23' Elvir Bolić 86' Sergej Barbarez 90+1' Elvir Baljić |
| Gaël Givet 46' Sidney Govou 46' Robert Pirès 46' Djibril Cissé 46' | wissels      | 23' Zvjezdan Misimović 46' Emir Spahić 60' Vladan Grujić 86' Asim Šehić 90+1' Gradimir Crnogorac                                                                                    |
| - Eerste interland van Frankrijk onder leiding van bondscoach Raymond Domenech - Debuut van Sébastien Squillaci (AS Monaco), Gaël Givet (AS Monaco), Éric Abidal (Olympique Lyon), Patrice Evra (AS Monaco) en Rio Mavuba (Girondins de Bordeaux) voor Frankrijk. - Doelman Kenan Hasagić (Bosnië en Herzegovina) stopt een strafschop van Thierry Henry in de 18de minuut. |              | |

### Tweede ontmoeting
| Vriendschappelijk (Sarajevo, Bosnië en Herzegovina, 16 augustus 2006): |              | |
| Bosnië en Herzegovina | 1 – 2        | Frankrijk |
| Sergej Barbarez 15' | goals        | 41' William Gallas 90' Julien Faubert |
| Blaž Slišković | bondscoach   | Raymond Domenech |
| Kenan Hasagić Džemal Berberović Muhamed Konjić 4' Zlatan Bajramović 79' Saša Papac Vedin Musić Sergej Barbarez 59' Hasan Salihamidžić 46' Vladan Grujić 65' Zvjezdan Misimović 84' Mladen Bartolović 74' | opstellingen | Grégory Coupet Éric Abidal 59' Jean-Alain Boumsong William Gallas Willy Sagnol Patrick Vieira Rio Mavuba 53' Florent Malouda 69' Franck Ribéry Thierry Henry Louis Saha |
| Emir Spahić 4' Admir Vladavić 46' Zlatan Muslimović 59' Ivica Grlić 65' Mirko Hrgović 74' Vule Trivunović 79' Ivan Jolić 84'                                                                             | wissels      | 53' Sylvain Wiltord 59' Gaël Givet 69' Julien Faubert |
| Emir Spahić 34' | gele kaarten | 86' Patrick Vieira |

### Derde ontmoeting
| EK 2012 kwalificatie (Sarajevo, Bosnië en Herzegovina, 7 september 2010): |       |                                       |
| Bosnië en Herzegovina                                                     | 0 – 2 | Frankrijk                             |
|                                                                           | goals | 72' Karim Benzema 78' Florent Malouda |

### Vierde ontmoeting
| EK 2012 kwalificatie (Saint-Denis, Frankrijk, 11 oktober 2011):                                                                                           |              | |
| Frankrijk | 1 – 1        | Bosnië en Herzegovina |
| Samir Nasri 77' (pen.) | goals        | 40' Edin Džeko |
| Laurent Blanc | bondscoach   | Safet Sušić |
| Hugo Lloris Patrice Evra Adil Rami Yohan Cabaye 61' Samir Nasri Anthony Réveillère Jérémy Ménez Florent Malouda 61' Yann M'Vila Loïc Rémy 82' Éric Abidal | opstellingen | 46' Kenan Hasagić Emir Spahić Elvir Rahimić Miralem Pjanić Zvjezdan Misimović 61' Mensur Mujdža Senad Lulić 71' Haris Međunjanin Boris Pandža Saša Papac Edin Džeko |
| Marvin Martin 61' Kevin Gameiro 61' Alou Diarra 82' | wissels      | 46' Asmir Begović 61' Darko Maletić 71' Adnan Zahirović |
| Yohan Cabaye 33' Patrice Evra 67' Alou Diarra 88' | gele kaarten | 32' Saša Papac 54' Emir Spahić 61' Mensur Mujdža 68' Boris Pandža                                                                                                   |

N/FS BiH · A-internationals · Bondscoaches · Statistieken · Bosnisch vrouwenelftal · Bosnië U23 · Bosnië U21 · Bosnië U19 · Bosnië U18 · Bosnië U17 · Bosnië U16
1995 – 1999 ·
2000 – 2009 ·
2010 – 2019 ·
2020 − 2029
WK 2014
1995 · 
1996 · 
1997 · 
1998 · 
1999 · 
2000 · 
2001 · 
2002 · 
2003 · 
2004 · 
2005 · 
2006 · 
2007 · 
2008 · 
2009 · 
2010 · 
2011 · 
2012 · 
2013 · 
2014 · 
2015 · 
2016 · 
2017 · 
2018 ·
2019 ·
2020 ·
2021 ·
2022 ·
2023 ·
2024
Albanië ·
Algerije ·
Andorra ·
Argentinië ·
Armenië ·
Azerbeidzjan ·
Bahrein ·
Bangladesh ·
België ·
Brazilië · 
Bulgarije ·
Chili ·
China ·
Costa Rica ·
Cyprus ·
Denemarken ·
Duitsland ·
Egypte ·
Engeland ·
Estland ·
Faeröer ·
Finland ·
Frankrijk ·
Georgië ·
Ghana ·
Gibraltar ·
Griekenland ·
Hongarije ·
Ierland · 
IJsland ·
Indonesië ·
Iran ·
Israël ·
Italië ·
Ivoorkust ·
Japan ·
Joegoslavië · 
Jordanië ·
Kazachstan ·
Koeweit ·
Kroatië ·
Letland ·
Liechtenstein ·
Litouwen ·
Luxemburg ·
Maleisië ·
Malta ·
Mexico ·
Moldavië ·
Montenegro ·
Nederland ·
Nigeria ·
Noord-Ierland ·
Noord-Macedonië ·
Noorwegen ·
Oekraïne ·
Oezbekistan ·
Oman ·
Oostenrijk ·
Paraguay ·
Polen ·
Portugal ·
Qatar ·
Roemenië ·
San Marino ·
Schotland ·
Senegal ·
Servië en Montenegro ·
Slovenië ·
Slowakije ·
Spanje ·
Tsjechië ·
Tunesië · 
Turkije ·
Verenigde Staten · 
Vietnam ·
Wales ·
Wit-Rusland ·
Zimbabwe ·
Zuid-Korea ·
Zweden ·
Zwitserland
Argentinië (2014) ·
Iran (2014) ·
Nigeria (2014)
FFF · A-internationals · Selecties · Bondscoaches · Frans vrouwenelftal · Olympisch elftal · Frankrijk U21 · Frankrijk U20 · Frankrijk U19 · Frankrijk U18 · Frankrijk U17 · Frankrijk U16 · Vrouwen U17
1904 – 1919 ·
1920 – 1929 ·
1930 – 1939 ·
1940 – 1949 ·
1950 – 1959 ·
1960 – 1969 ·
1970 – 1979 ·
1980 – 1989 ·
1990 – 1999 ·
2000 – 2009 ·
2010 – 2019 ·
2020 – 2029
EK's: 1984 · 
1992 · 
1996 · 
2000 · 
2004 · 
2008 · 
2012 · 
2016 · 
2020 · 
2024
WK's: 1930 · 
1934 · 
1938 · 
1954 · 
1958 · 
1966 · 
1978 · 
1982 · 
1986 · 
1998 · 
2002 · 
2006 · 
2010 · 
2014 · 
2018 · 
2022
OS: 1900 · 
1908 · 
1920 · 
1924 · 
1948 · 
1952 · 
1960 · 
1968 · 
1976 · 
1984 · 
1996 · 
2020
1904 · 
1905 · 
1906 · 
1907 · 
1908 · 
1909 · 
1910 · 
1911 · 
1912 · 
1913 · 
1914 · 
1915 · 1916 · 1917 · 1918 · 
1919 · 
1920 · 
1921 · 
1922 · 
1923 · 
1924 · 
1925 · 
1926 · 
1927 · 
1928 · 
1929 · 
1930 · 
1931 · 
1932 · 
1933 · 
1934 · 
1935 · 
1936 · 
1937 · 
1938 · 
1939 · 
1940 · 1941  · 
1942 · 
1943 · 1944  · 
1945 · 
1946 · 
1947 · 
1948 · 
1949 · 
1950 · 
1951 · 
1952 · 
1953 · 
1954 · 
1955 · 
1956 · 
1957 · 
1958 · 
1959 ·
1960 · 
1961 · 
1962 · 
1963 · 
1964 · 
1965 · 
1966 · 
1967 · 
1968 · 
1969 ·
1970 · 
1971 · 
1972 · 
1973 · 
1974 · 
1975 · 
1976 · 
1977 · 
1978 · 
1979 ·
1980 · 
1981 · 
1982 · 
1983 · 
1984 · 
1985 · 
1986 · 
1987 · 
1988 · 
1989 · 
1990 · 
1991 · 
1992 · 
1993 · 
1994 · 
1995 · 
1996 · 
1997 · 
1998 · 
1999 · 
2000 · 
2001 · 
2002 · 
2003 · 
2004 · 
2005 · 
2006 · 
2007 · 
2008 · 
2009 · 
2010 · 
2011 · 
2012 · 
2013 · 
2014 · 
2015 · 
2016 · 
2017 · 
2018 ·
2019 ·
2020 ·
2021 ·
2022 ·
2023
Albanië ·
Algerije ·
Andorra ·
Argentinië ·
Armenië ·
Australië ·
Azerbeidzjan ·
België ·
Bolivia ·
Bosnië en Herzegovina ·
Brazilië ·
Bulgarije ·
Canada ·
Chili ·
China ·
Colombia ·
Costa Rica ·
Cyprus ·
Denemarken ·
Duitse Democratische Republiek ·
Duitsland ·
Ecuador ·
Egypte ·
Engeland ·
Estland ·
Faeröer ·
Finland ·
Georgië ·
Gibraltar ·
Griekenland ·
Honduras ·
Hongarije ·
Ierland ·
IJsland ·
Iran ·
Israël ·
Italië ·
Ivoorkust ·
Jamaica ·
Japan ·
Joegoslavië ·
Kameroen ·
Kazachstan ·
Koeweit ·
Kroatië ·
Letland ·
Litouwen ·
Luxemburg ·
Malta ·
Marokko ·
Mexico ·
Moldavië ·
Nederland ·
Nieuw-Zeeland ·
Nigeria ·
Noord-Ierland ·
Noorwegen ·
Oekraïne ·
Oostenrijk ·
Paraguay ·
Peru · 
Polen ·
Portugal ·
Roemenië ·
Rusland ·
Saoedi-Arabië ·
Schotland ·
Senegal ·
Servië ·
Slovenië ·
Slowakije ·
Sovjet-Unie ·
Spanje ·
Togo ·
Tsjechië ·
Tsjecho-Slowakije ·
Tunesië ·
Turkije ·
Uruguay ·
Verenigde Staten ·
Wales ·
Wit-Rusland ·
Zuid-Afrika ·
Zuid-Korea ·
Zweden ·
Zwitserland
Albanië (2016) ·
Argentinië (2018) ·
Argentinië (2022) ·
Australië (2018) · 
België (1904) · 
België (2018) · 
Brazilië (1998) · 
Brazilië (2006) · 
Denemarken (2002) · 
Denemarken (2018) ·
Duitsland (2014) · 
Duitsland (2021) · 
Ecuador (2014) · 
Engeland (1982) · 
Engeland (2012) · 
Engeland (2022) ·
Honduras (2014) · 
Hongarije (2021) · 
Italië (2000) · 
Italië (2006) · 
Italië (2008) · 
Japan (2001) · 
Kameroen (2003) · 
Koeweit (1982) · 
Kroatië (2018) · 
Marokko (2022) ·
Mexico (2010) · 
Nederland (2008) · 
Nigeria (2014) ·
Noord-Ierland (1982) · 
Oekraïne (2012) · 
Oostenrijk (1982) · 
Peru (2018) · 
Polen (1982) · 
Polen (2022) ·
Portugal (2006) · 
Portugal (2016) ·
Portugal (2021) ·
Roemenië (2008) ·
Roemenië (2016) ·
Senegal (2002) · 
Spanje (1984) ·
Spanje (2006) ·
Spanje (2012) ·
Spanje (2021) ·
Togo (2006) ·
Tsjecho-Slowakije (1982) ·
Uruguay (2002) ·
Uruguay (2010) ·
Uruguay (2018) ·
Zuid-Afrika (2010) ·
Zuid-Korea (2006) ·
Zweden (2012) ·
Zwitserland (2006) ·
Zwitserland (2014) ·
Zwitserland (2016) ·
Zwitserland (2021)